# Иванов, Виктор Петрович (генерал-майор)
Ви́ктор Петро́вич Ивано́в (род. 7 июля 1950, Большое Солдатское, Курская область) — советский и российский военный деятель, генерал-майор, кандидат в мэры Тольятти (2000), начальник Тольяттинского военного технического института в 1994—2002 годах.

## Биография
В 1970 году закончил Камышинское военное строительно-техническое училище, член КПСС, служил в нём же на должностях командира взвода и командира роты. За достижение высоких результатов в службе Иванову было досрочно присвоено звание капитана.
В 1979 году закончил Ленинградское высшее военное инженерное строительное училище им. генерала армии А. Н. Комаровского. По окончании проходил службу на стройках Феодосийского УНР Черноморского флота.
В декабре 1980 года вернулся в Камышинское училище, где работал преподавателем кафедры воинских зданий. В 1982 году был назначен командиром батальона курсантов.
В 1985 годы был направлен в Тольятти, где занял должность командира батальона курсантов Тольяттинского военного технического института. В 1988 году стал заместителем начальника училища, а в 1994 году стал начальником вуза, пробыл на этой должности до 2002 года.
За году начальствования Виктора Петрович в ТВТИ были построены клуб на 1200 мест, спорткомплекс, была заложена часовня. Началось строительство жилья для преподавательского состава и их семей.
В 2000 году баллотировался кандидатом на пост мэра Тольятти, набрав 12 625 голосов, заняв третье место. Выборы были отмечены многочисленными грязными PR-акциями в том числе и против Виктора Иванова.
Кандидат педагогических наук. Имеет открытие в области экологии. За особый вклад в обеспечение химической, радиационной и ядерной безопасности награждён медалью Легасова.
В отставке работал менеджером в различных тольяттинских компаниях, в том числе на «Джи-Эм Автоваз».
В настоящее время директор строительной компании ООО «Крат».